# قرطيون إفريقي
قرطيون أفريقي (الاسم العلمي: Cerithium africanum) هو نوع من الرخويات يتبع جنس القرطيون من الفصيلة القرطيونية.